# Кафия-Кинги (район)
Район Кафия-Кинги (англ. Kafia-Kingi) — спорная территория площадью 25 000 квадратных километров на западном участке границы между Суданом и Южным Суданом. В основе спора лежат разные подходы к тому, какую бывшую административную границу между Севером и Югом (1956 или 1960 года) считать государственной границей между Суданом и Южным Суданом. В международном сообществе единая позиция по указанному вопросу отсутствует. В частности, США признают границу 1956 года (на картах ЦРУ рассматриваемая территория обозначается как часть Южного Судана). Россия исходит из прохождения государственной границы по разграничительной линии, существовавшей по состоянию на 1 января 1956 года, однако признает, что вопрос фактического прохождения линии разграничения на ряде участков оспаривается сторонами и является предметом переговоров.

## География
В районе найдены запасы меди. Пастбища благоприятны для выпаса скота. На территории района расположен биосферный резерват Радом, являющийся суданским национальным парком с 1980 года.

## История
В 1956 году, когда Судан получил независимость, район Кафия-Кинги был частью провинции Бахр-эль-Газаль, где входил в состав подокруга Рага в составе Западного округа провинции. В 1960 году район был передан в состав Дарфура, также являвшегося суданской провинцией (с 1916 года). В соответствии с Найвашским соглашением граница между Северным и Южным Суданом устанавливалась по границе 1956 года (кроме района Абьей, для которого был принят специальный протокол), таким образом район Кафия-Кинги должен был стать частью округа Рага Бахр-эль-Газаля. 9 июля 2011 года Южный Судан стал независимым государством, однако правительство Судана не признало суверенитета новой страны над Кафия-Кинги, хотя декларировало признание Южного Судана именно в границах 1956 года. Республика Судан не считает, что Кафия-Кинги в 1956 году был частью Юга, поскольку ряд документов указывают, что с 1930 года он уже входил в состав Дарфура. Южный Судан, в свою очередь, предъявил претензии на некоторые суданские территории помимо районов Кафия-Кинги и Абьей. Периодические боевые действия привели к тому, что к лету 2012 года Судан вернул контроль над всеми спорными территориями (кроме района Абьей, контролируемого эфиопскими миротворцами), в том числе 9 мая — над районом Кафия-Кинги.